# 어머니의 길
"어머니의 길"은 한국에서 제작된 안현철 감독의 1958년 영화이다. 이민자 등이 주연으로 출연하였고 이승화 등이 제작에 참여하였다.

## 출연

### 주연
- 이민자
- 박노식
- 강미애

## 기타
- 원작자: 이상걸
- 조명: 이한찬
- 녹음: 이경순
- 미술: 박석인